# Nupserha rhodesica
Nupserha rhodesica är en skalbaggsart som beskrevs av Stefan von Breuning 1978. Nupserha rhodesica ingår i släktet Nupserha och familjen långhorningar. Inga underarter finns listade i Catalogue of Life.